# Highway to Hell
Highway to Hell је албум аустралијског хард рок бенда AC/DC. То је пети студијски албум бенда објављен интернационално и шести који је пуштен у Аустралији. То је био последњи албум на коме је био певач Бон Скот, који је умро почетком наредне године у уторак, 19. фебруара 1980.

## Листа песама
Све песме су написали и компоновали Ангус Јанг, Малколм Јанг и Бон Скот.
Страна један
1. 3:29
2. 3:24
3. 5:11
4. 4:28
5. 3:57

Страна два
1. 3:23
2. 2:35
3. 4:38
4. 4:18
5. 6:13

## Учесници
- Бон Скот - вокал
- Ангус Јанг – соло гитара
- Малколм Јанг – ритам гитара, позадински вокали
- Клиф Вилијамс – бас-гитара, позадински вокали
- Фил Рад – бубњеви